# خط طول 156° شرق
خط طول 156° شرق هو أحد خطوط الطول الجغرافية، والتي تمتد من القطب الشمالي الجغرافي إلى القطب الجنوبي الجغرافي، وحسب التحويل الزمني يتقدم خط طول 156° شرق عن خط غرينتش بـ10 ساعة و24 دقيقة.

## من القطب إلى القطب
ينطلق خط طول 156° شرق من القطب الشمالي نحو القطب الجنوبي مرورا بالمناطق التي ترد في الجدول التالي:
| الإحداثيات                           | البلد أو الإقليم أو البحر | ملاحظات |
| ------------------------------------ | ------------------------- | --- |
| 90°0′N 156°0′E / 90.000°N 156.000°E  | المحيط المتجمد الشمالي    | |
| 77°5′N 156°0′E / 77.083°N 156.000°E  | بحر سيبيريا الشرقي        | |
| 71°5′N 156°0′E / 71.083°N 156.000°E  | روسيا                     | ياقوتيا ماغادان أوبلاست — من 66°4′N 156°0′E / 66.067°N 156.000°E                                                                                              |
| 60°57′N 156°0′E / 60.950°N 156.000°E | بحر أوخوتسك               | خليج شيليخوف [لغات أخرى]‏ |
| 56°42′N 156°0′E / 56.700°N 156.000°E | روسيا                     | كراي كامشاتكا — شبه جزيرة كامشاتكا |
| 53°35′N 156°0′E / 53.583°N 156.000°E | بحر أوخوتسك               | |
| 50°45′N 156°0′E / 50.750°N 156.000°E | روسيا                     | ساخالين أوبلاست — جزيرة جزيرة باراموشير [لغات أخرى]‏, جزر الكوريل                                                                                              |
| 50°23′N 156°0′E / 50.383°N 156.000°E | المحيط الهادئ             | مرورا بشرق جزيرة بوغاينفيل, بابوا غينيا الجديدة (في 6°42′S 155°57′E / 6.700°S 155.950°E)                                                                      |
| 6°47′S 156°0′E / 6.783°S 156.000°E   | جزر سليمان                | Ovau Island |
| 6°49′S 156°0′E / 6.817°S 156.000°E   | بحر سليمان                | مرورا بغرب Fauro Island, جزر سليمان (في 6°58′S 156°1′E / 6.967°S 156.017°E) · مرورا بشرق Shortland Island, جزر سليمان (في 7°2′S 155°51′E / 7.033°S 155.850°E) |
| 11°46′S 156°0′E / 11.767°S 156.000°E | بحر المرجان               | مرورا عبر the جزر بحر المرجان, أستراليا |
| 29°58′S 156°0′E / 29.967°S 156.000°E | المحيط الهادئ             | |
| 60°0′S 156°0′E / 60.000°S 156.000°E  | المحيط الجنوبي            | |
| 69°0′S 156°0′E / 69.000°S 156.000°E  | القارة القطبية الجنوبية   | الإقليم الأسترالي في القارة القطبية الجنوبية, المطالب الإقليمية بالقارة القطبية الجنوبية by أستراليا                                                          |